# アプトの道
アプトの道（アプトのみち）は、群馬県安中市にある鉄道の廃線跡を利用した遊歩道であり、鉄道遺産である。旧国鉄信越線に沿って整備されており、旧上り本線が遊歩道となっている。
なお碓氷峠の煉瓦造の橋梁7基、隧道11基、変電所3棟は、「旧碓氷峠鉄道施設」として1993年に重要文化財に指定された。さらに「碓氷峠の隧道・橋梁群」は、「山岳・海峡を克服し全国鉄道網形成に貢献したトンネル建設等の歩みを物語る近代化産業遺産群」のひとつとして近代化産業遺産 続33(No.8)に指定された。

## 構成

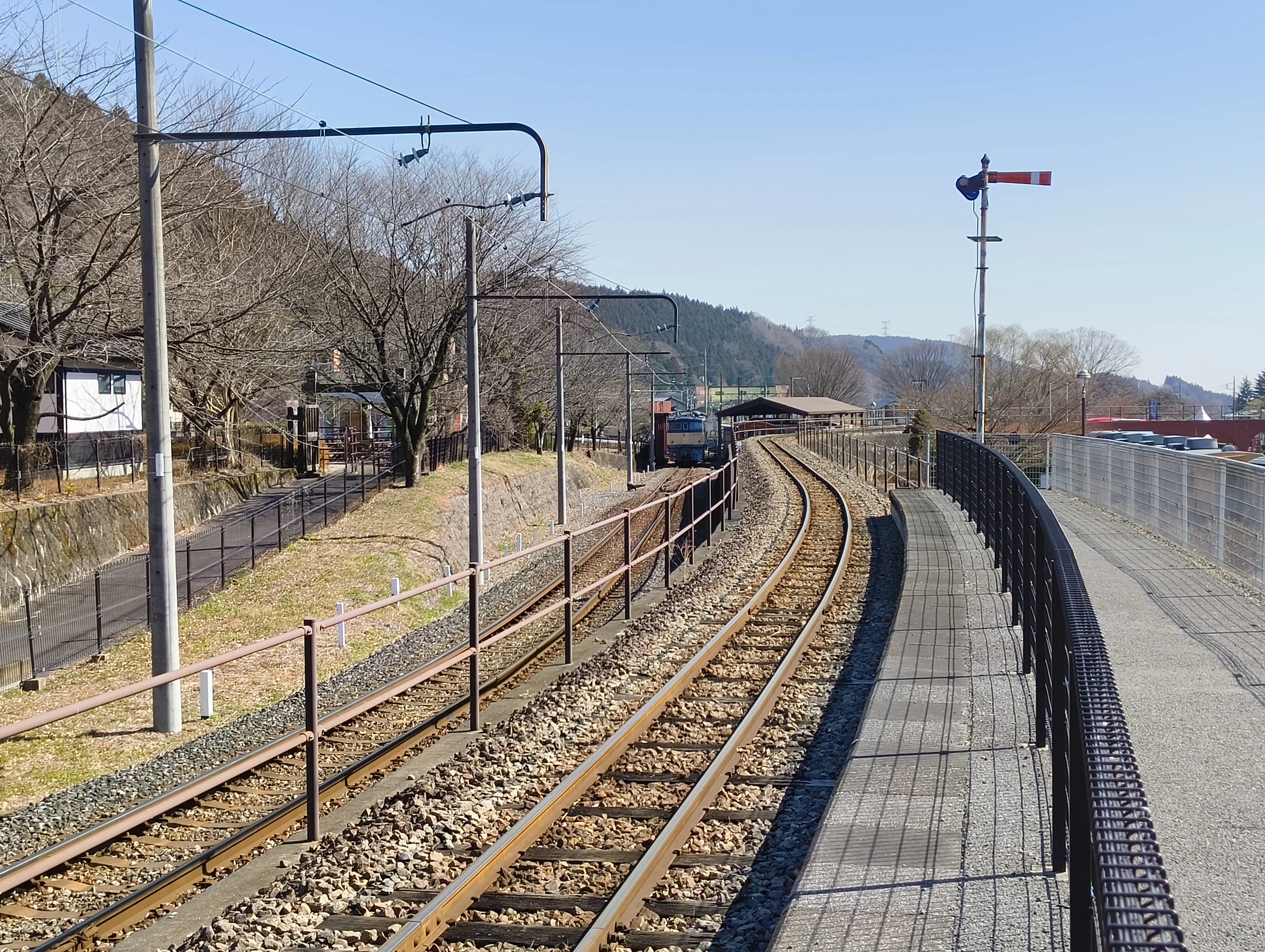
アプトの道起点付近。左からアプトの道、トロッコ列車、あぷとくん。
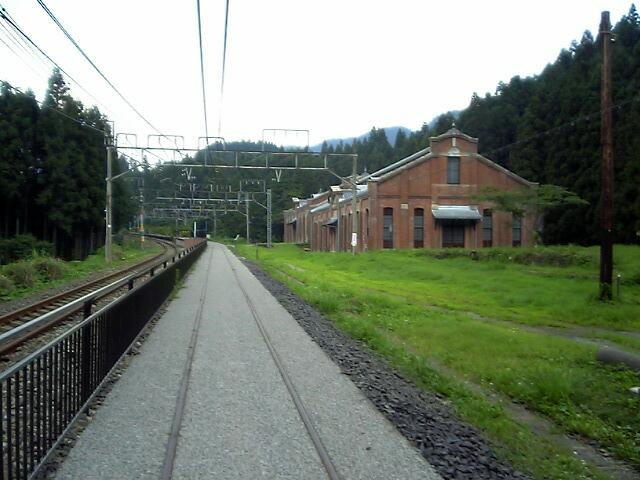
左が旧下り本線、右が旧上り本線（アプトの道）。

### 旧上り本線
東日本旅客鉄道（JR東日本）信越本線の横川駅を基点として、旧上り本線を経由し、丸山変電所、峠の湯、碓氷第三橋梁（通称「めがね橋」）を経て、2012年（平成24年）4月現在は旧熊ノ平信号場（旧線廃止当時は熊ノ平駅）までが通行可能となっている。
一方、旧熊ノ平信号場 - 軽井沢駅間は、アプト式鉄道時代の物も残ってはいるものの、一部はトンネルがふさがれたりしており、2012年時点での整備計画はない。なお、横川駅から峠の湯までは旧上り本線をアスファルトで舗装しているが、急勾配のレールの重さによるずれにより、所々にアスファルトにひびが入っている（現在も年間に数ミリのレールのずれが起きている）。
路線数ヶ所からは階段があり、旧国道18号線につながっている（碓氷第三橋梁、7号隧道手前、旧熊ノ平信号場など）。駐車場が碓氷湖、碓氷第三橋梁付近（橋より約300m上方、トイレあり）、旧熊ノ平信号場付近に設置されている。

### 旧下り本線
アプトの道に併走して、2005年（平成17年）に開通した「碓氷峠鉄道文化むら」から峠の湯までの2.6kmを走行するトロッコ列車「シェルパくん」を運転している旧下り本線は、柵で分離し立入りできないようになっている。なお、トロッコは「碓氷峠鉄道文化むら」の遊具という扱いとなっているため、同施設の入場券が必要である。トロッコ運転は土曜・休日および特定日の日中となっており、更に11月から3月中旬までは運休となる。
旧本線廃止後の一時期、2006年頃には、このトロッコを正式な鉄道路線にするべく安中市が国土交通省に対し働きかけていたが現在は進展していないようである。

## 歴史
1963年（昭和38年）に廃止された旧国鉄信越線の横川駅 - 軽井沢駅間の旧線跡において、1996年（平成8年）より横川駅 - 碓氷第三橋梁（通称・めがね橋）間の全長4.7kmの廃線跡に遊歩道としての整備工事が行われ、2001年（平成13年）に完成した。
2008年（平成20年）には、碓氷第三橋梁 - 旧熊ノ平信号場間（1.2km）の延長工事に着手。当初は碓氷第三橋梁の横川方の第五隧道内の照明用のため、旧国道18号線沿いに電柱を立てる予定だったが、隧道から軽井沢方面は上信越高原国立公園内となっているため国から許可が下りず、碓氷第三橋梁から電線を敷設することになった。そのため工事が一時休止し、予定の2012年（平成24年）4月完成が危ぶまれたが、無事に横川駅 - 旧熊ノ平信号場間の全長5.9kmが2012年（平成24年）3月末に完成し開通した。

## アクセス
- 上信越自動車道松井田妙義ICより車7分
- JR東日本信越本線横川駅より徒歩3分
- 駐車場：
  - 碓氷湖
  - 碓氷第三橋梁（約300m上方）
  - 旧熊ノ平信号場

（いずれも約20台規模、大型バス可）

## ギャラリー

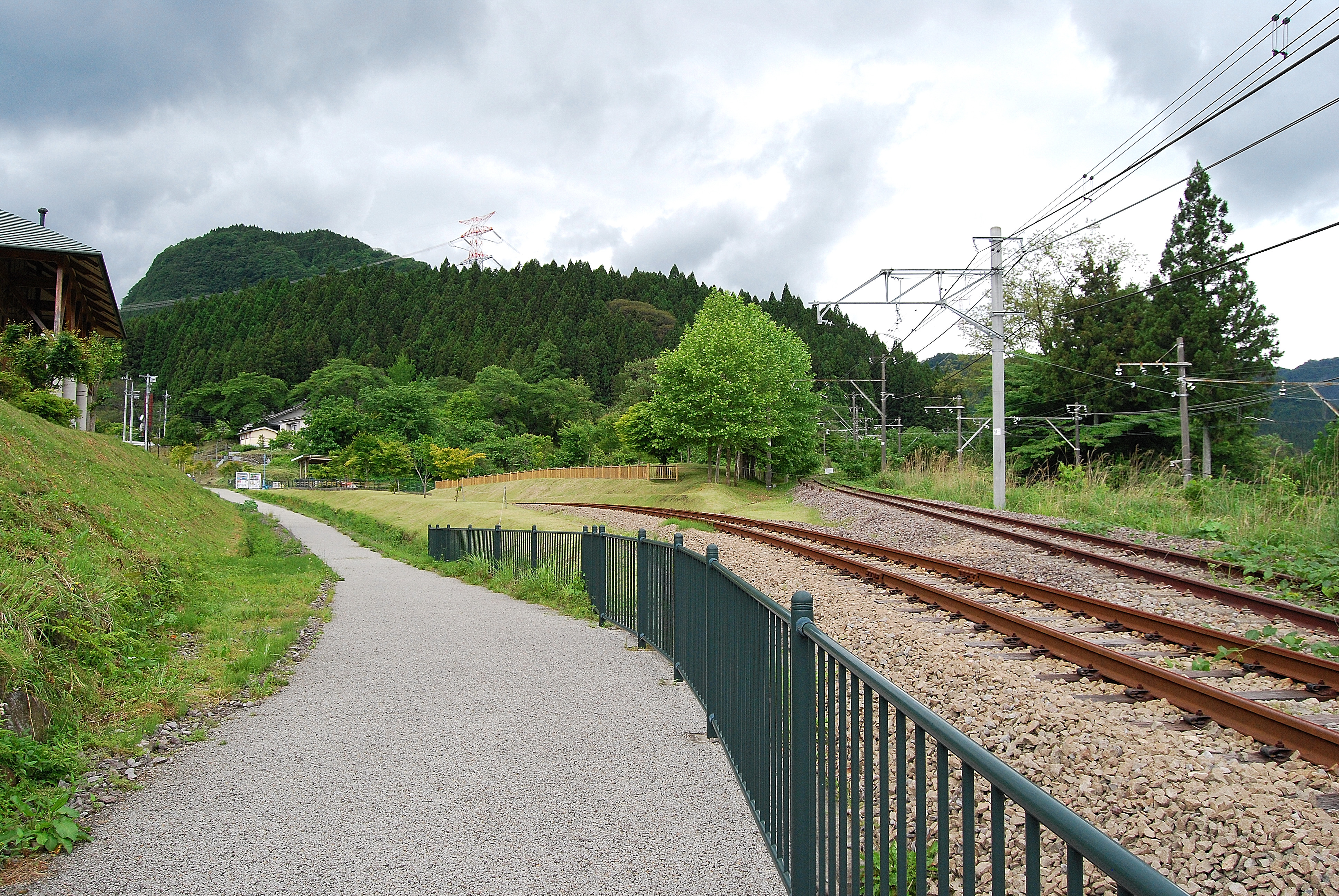
アプトの道（旧線跡）と新線跡の分岐点。
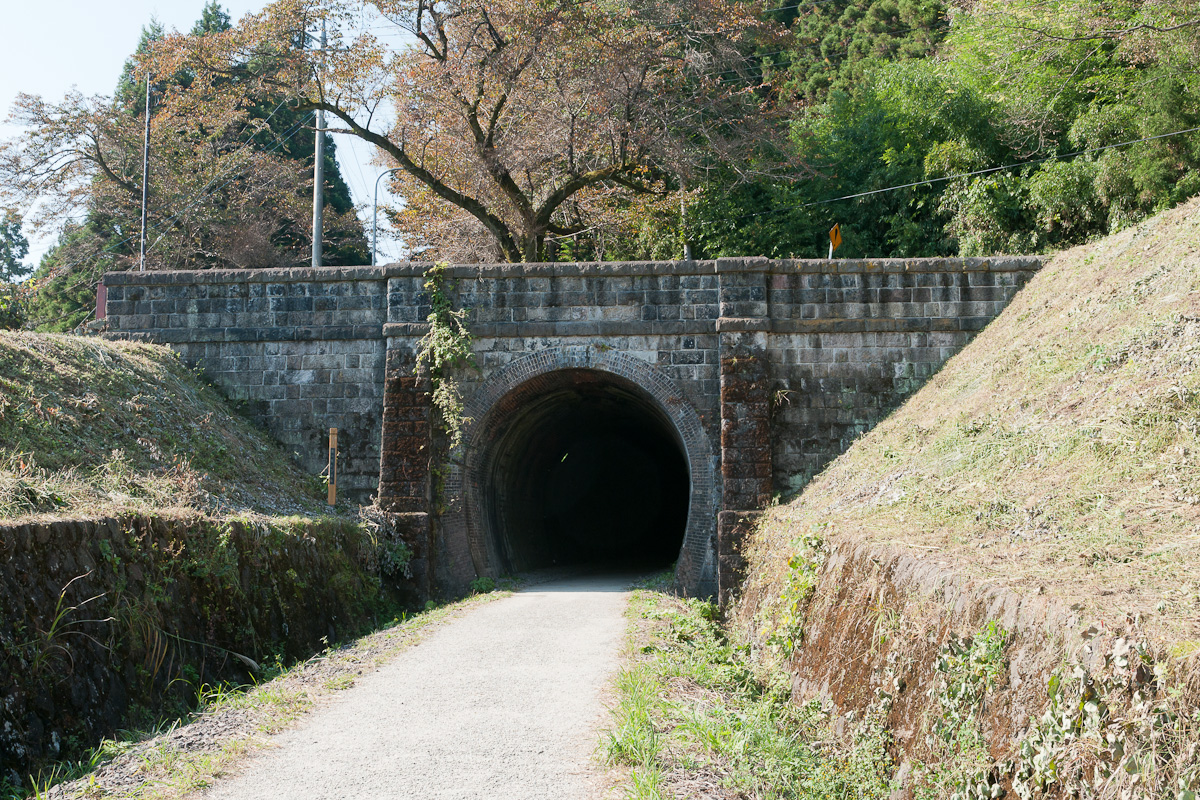
1号隧道。
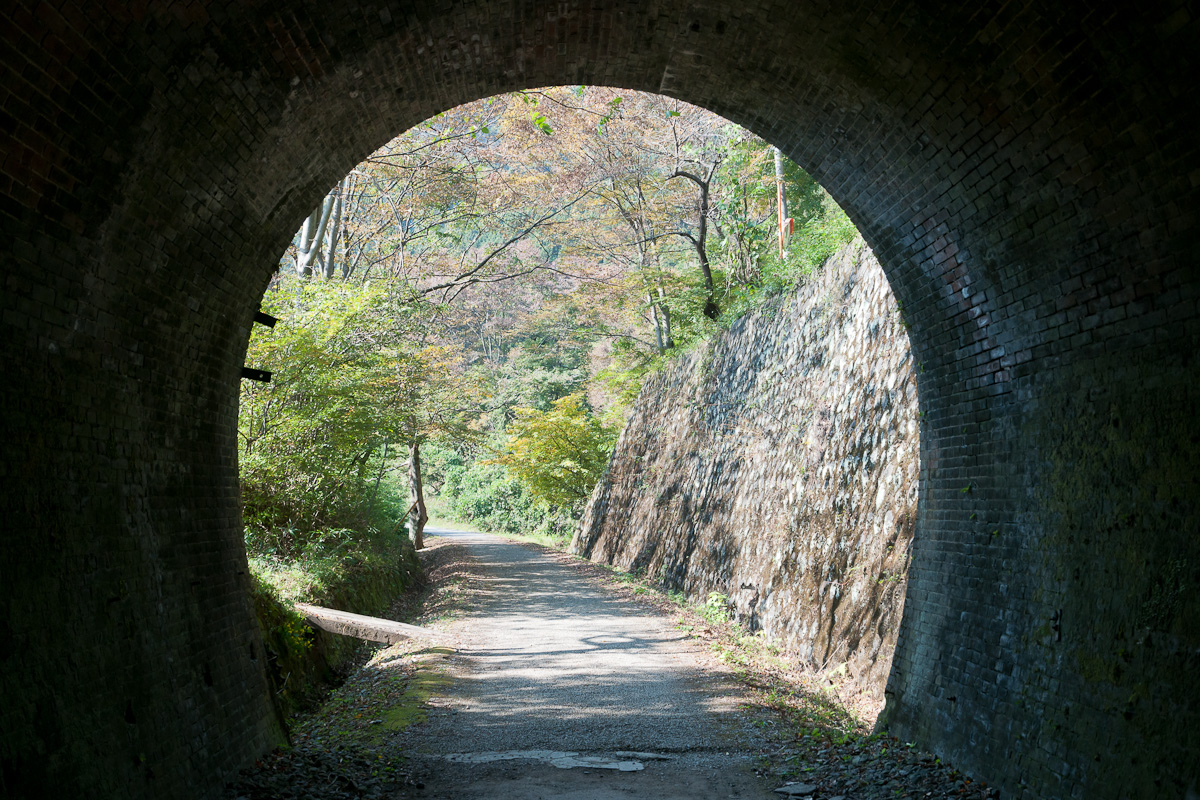
1号隧道出口から軽井沢方面へと続く部分。
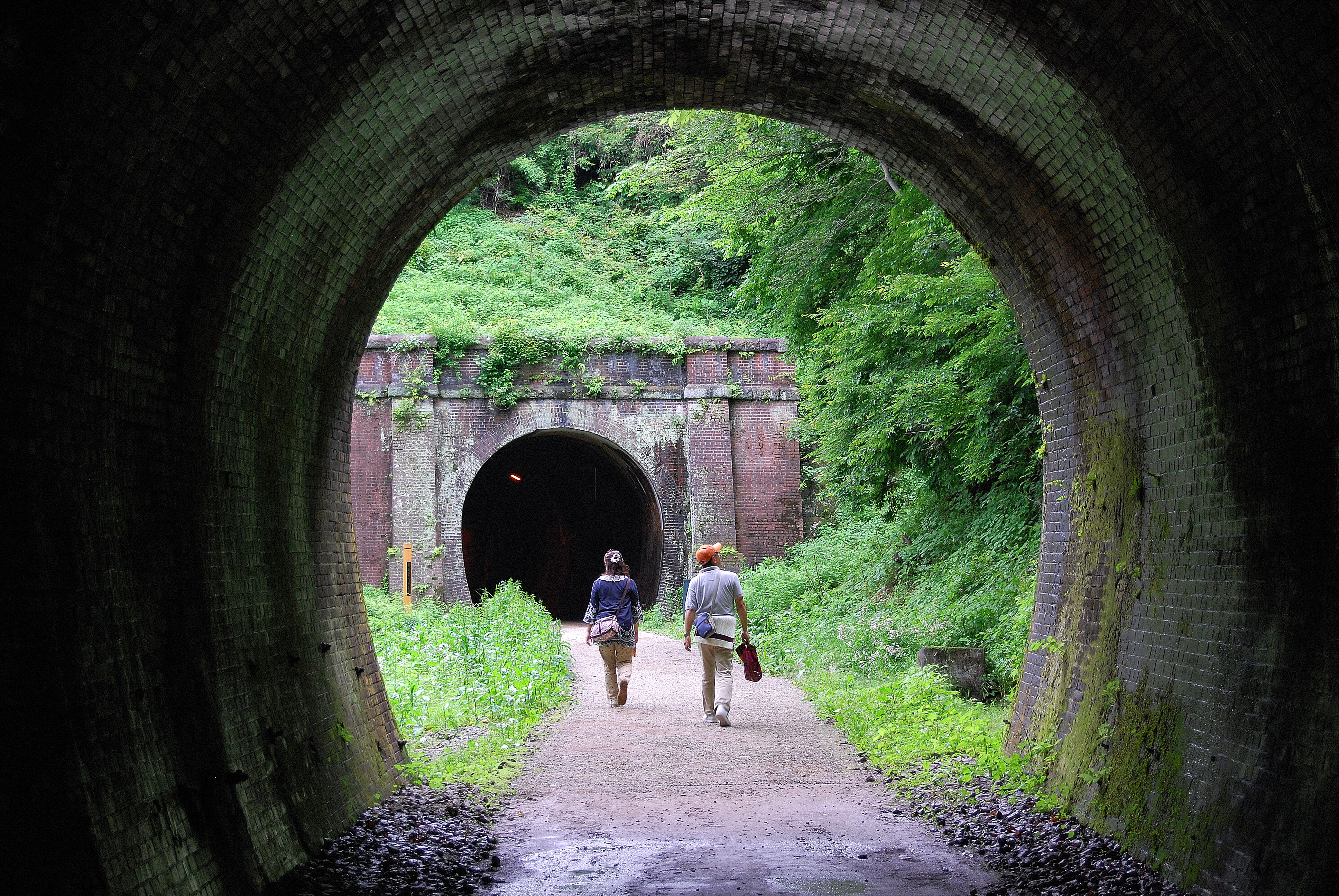
4号隧道出口から5号隧道へと続く部分。
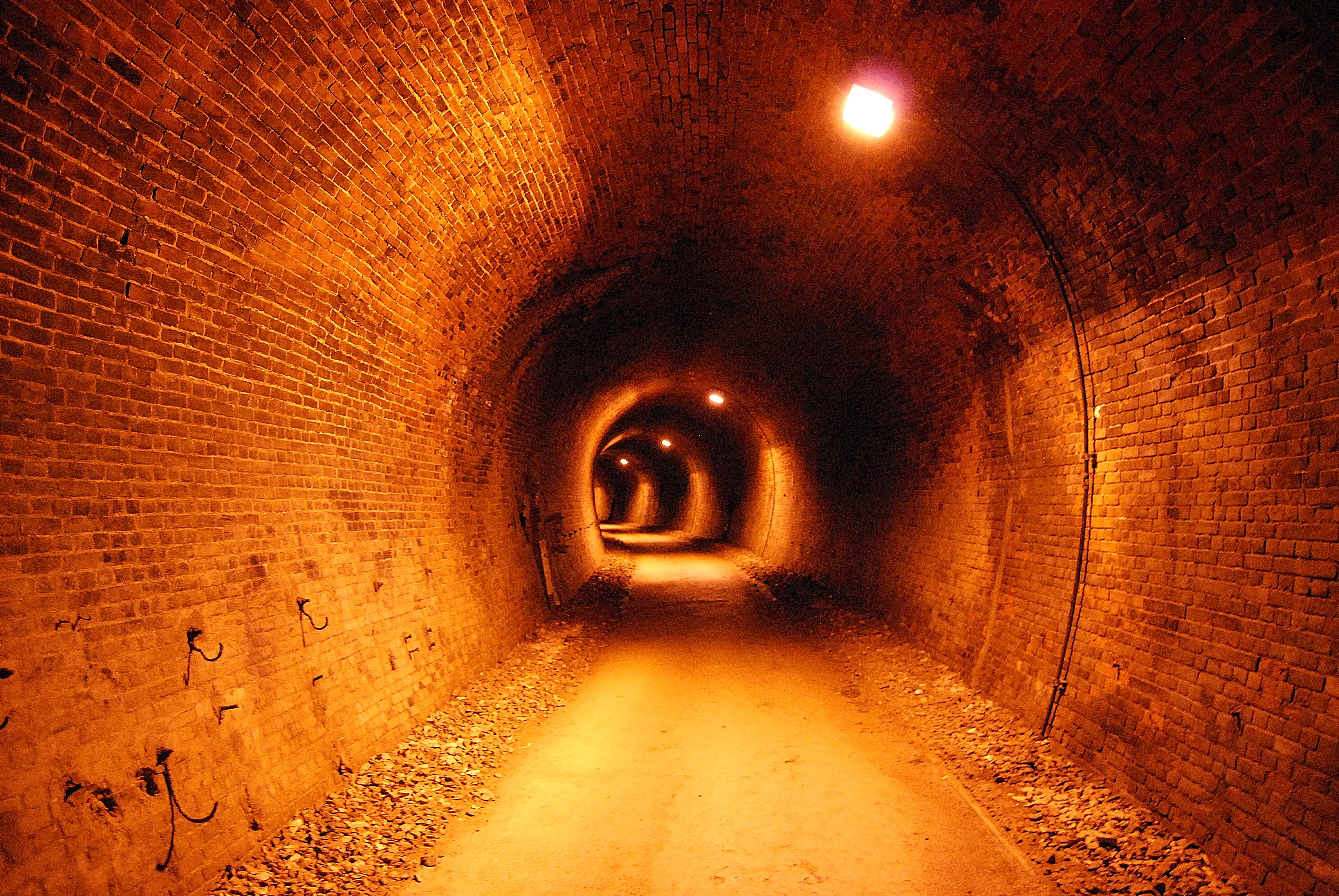
5号隧道の内部から軽井沢方面を見る。内部の照明はナトリウム灯
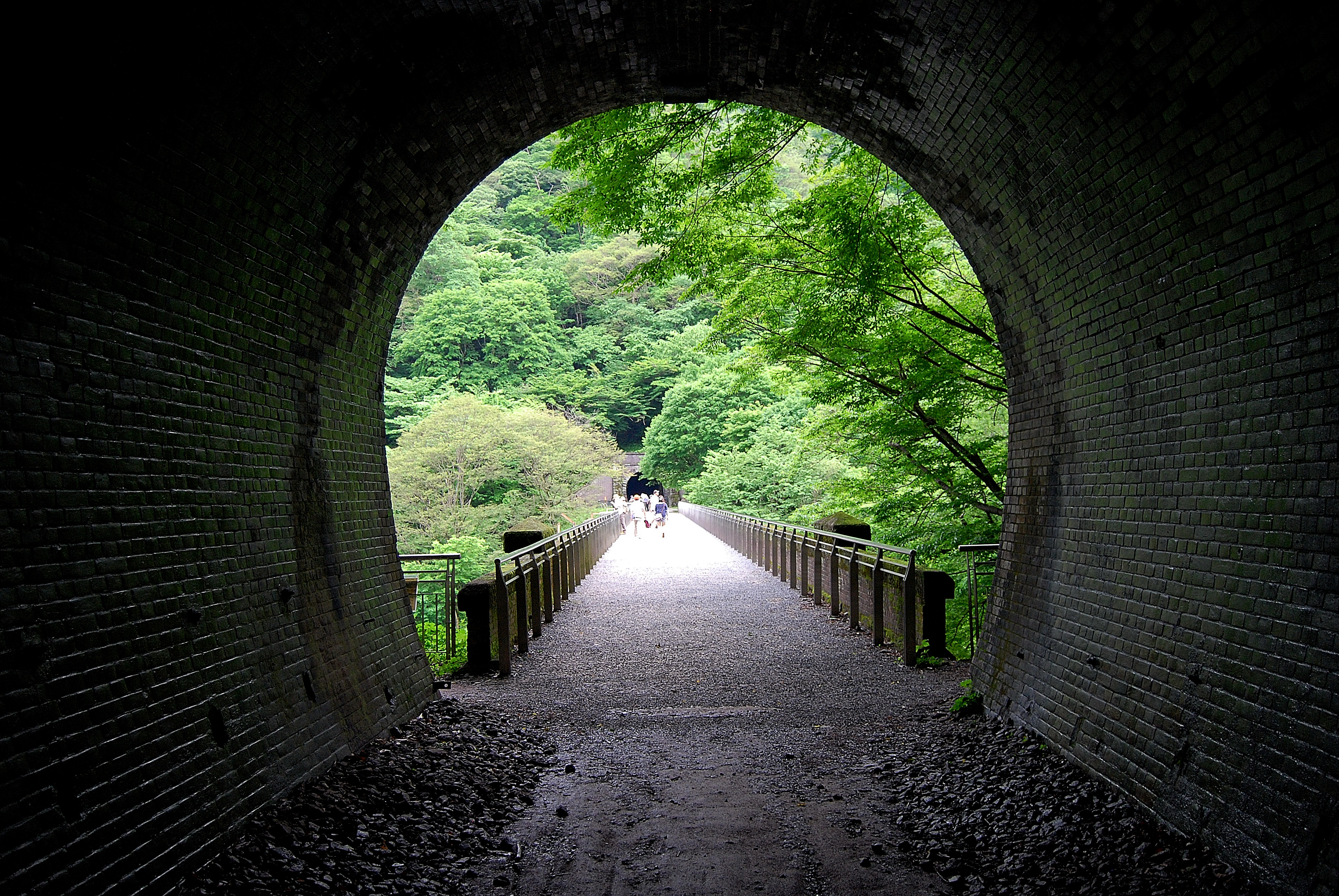
5号隧道出口から軽井沢方面を見る、先に見える橋は碓氷第三橋梁。
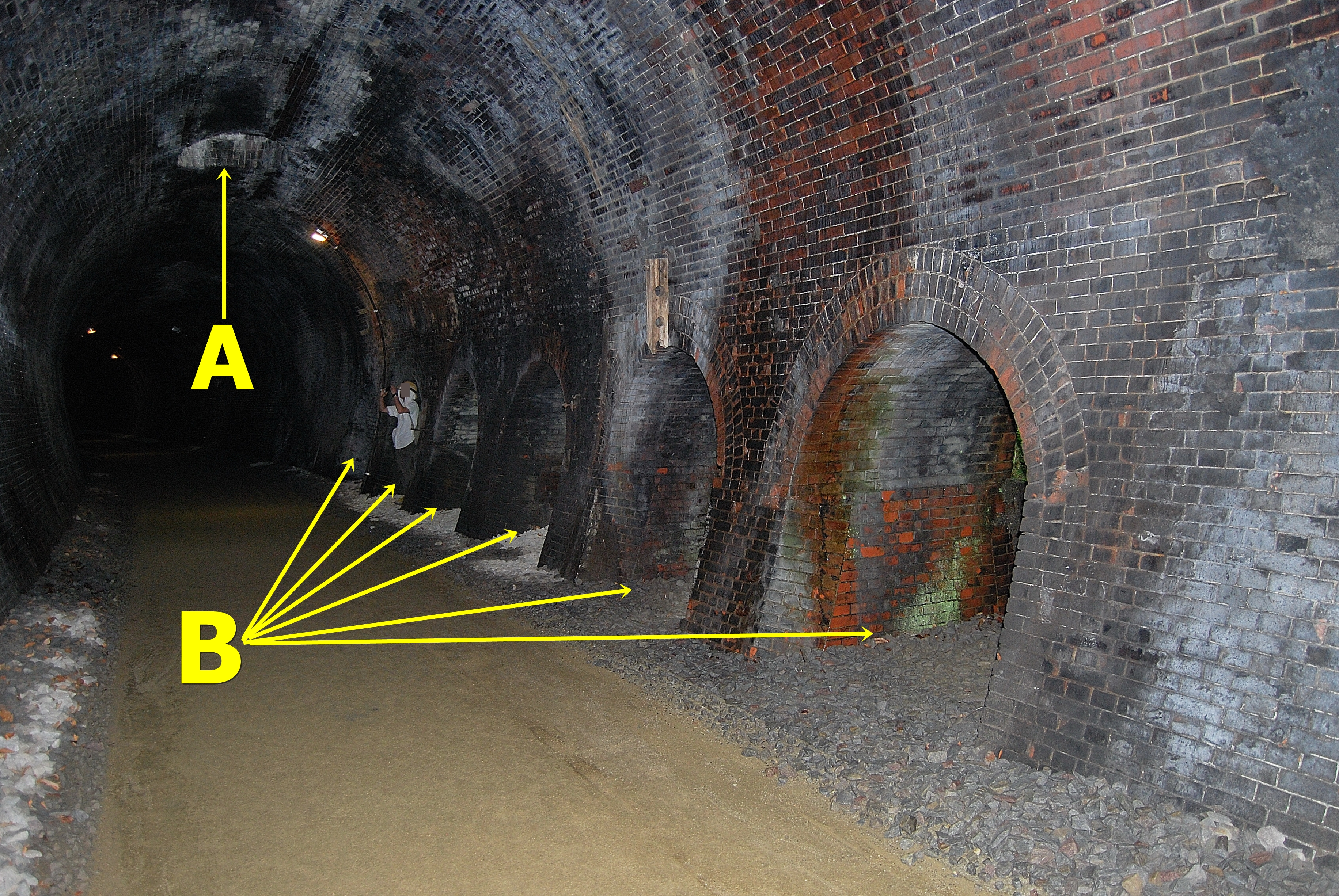
6号隧道内部にある天井の換気口（A）と横抗（B）。
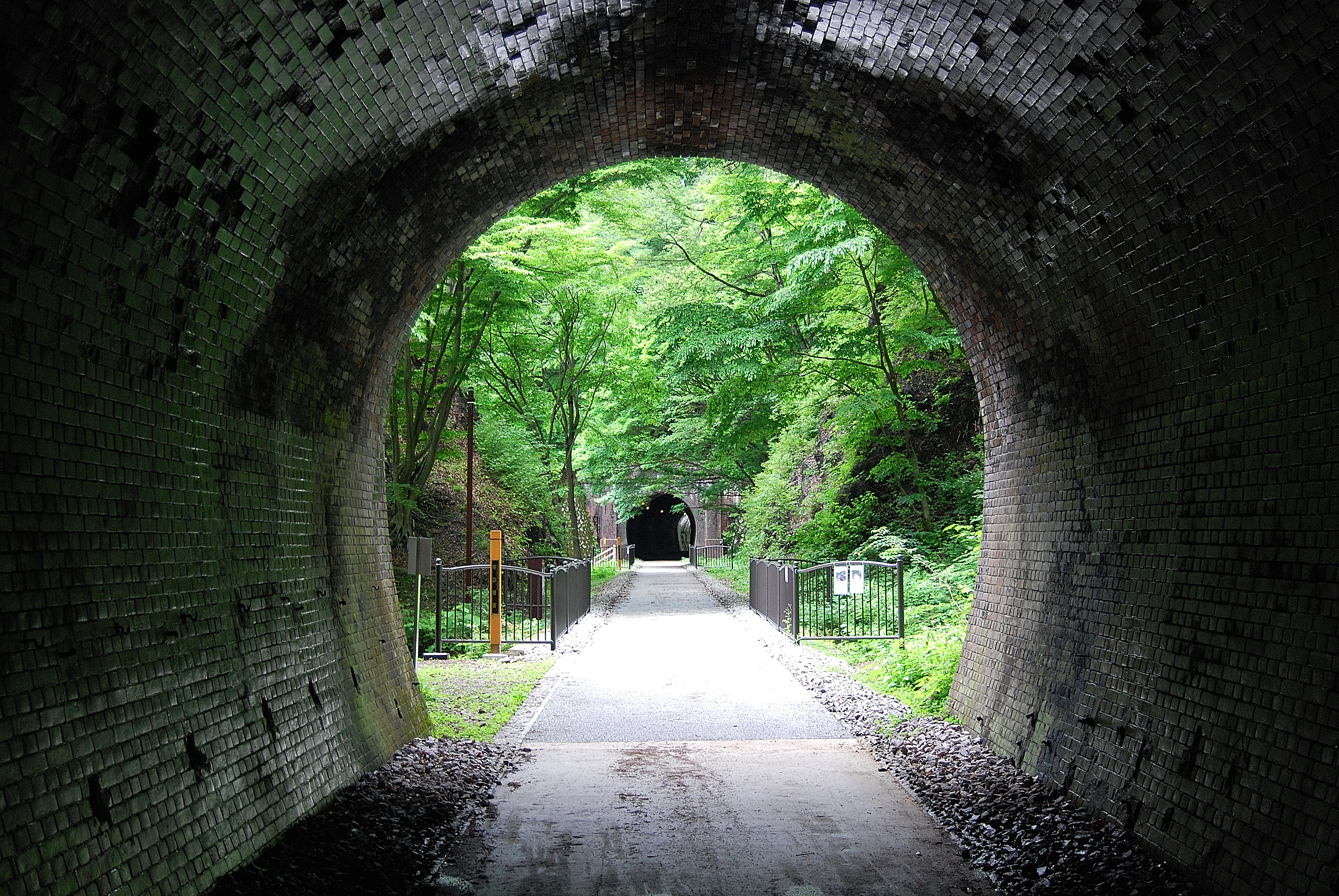
6号隧道出口付近から第4号橋梁を通り7号隧道へ続く部分。
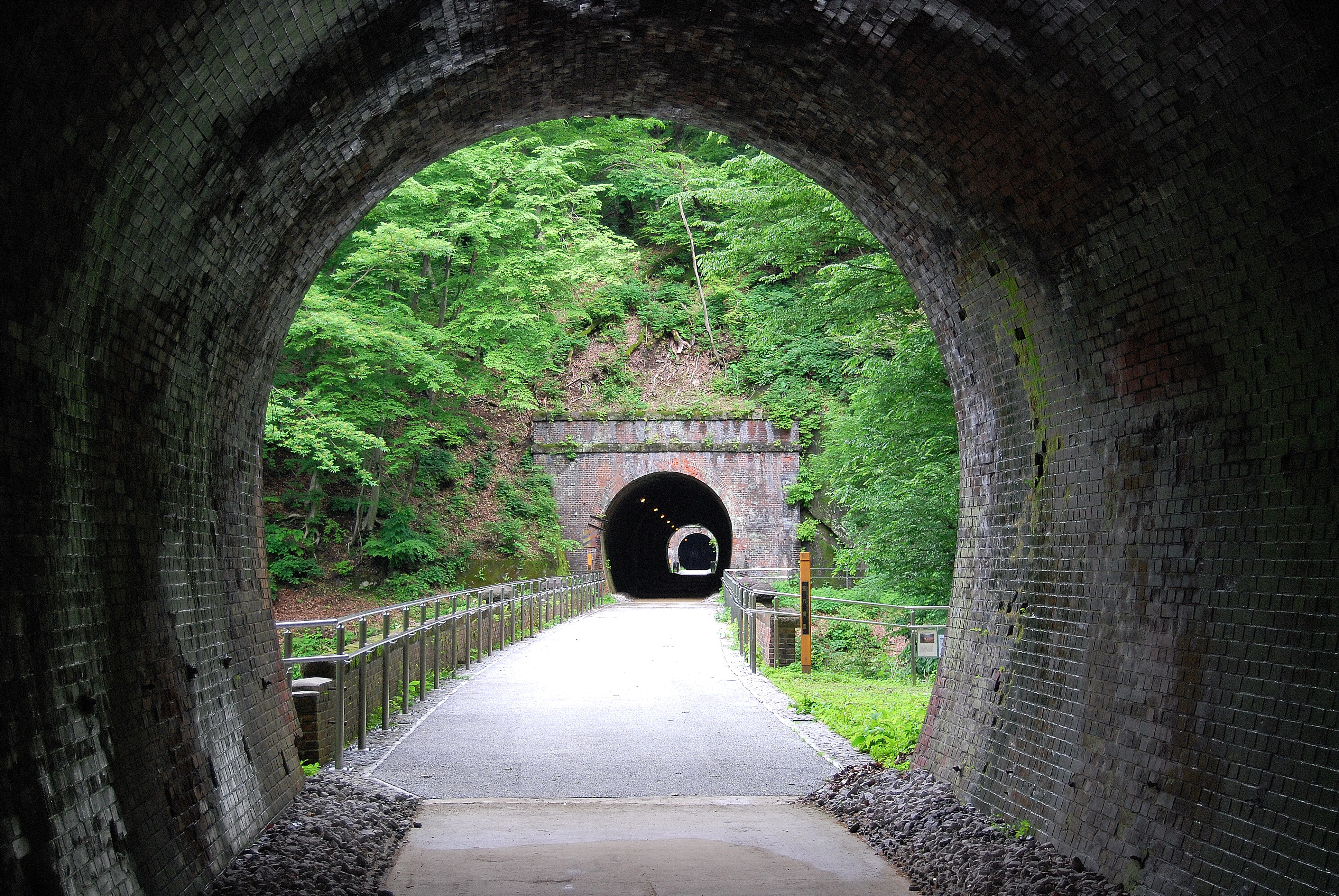
8号隧道出口付近から6号橋梁を通り9号･10号隧道へ続く部分。
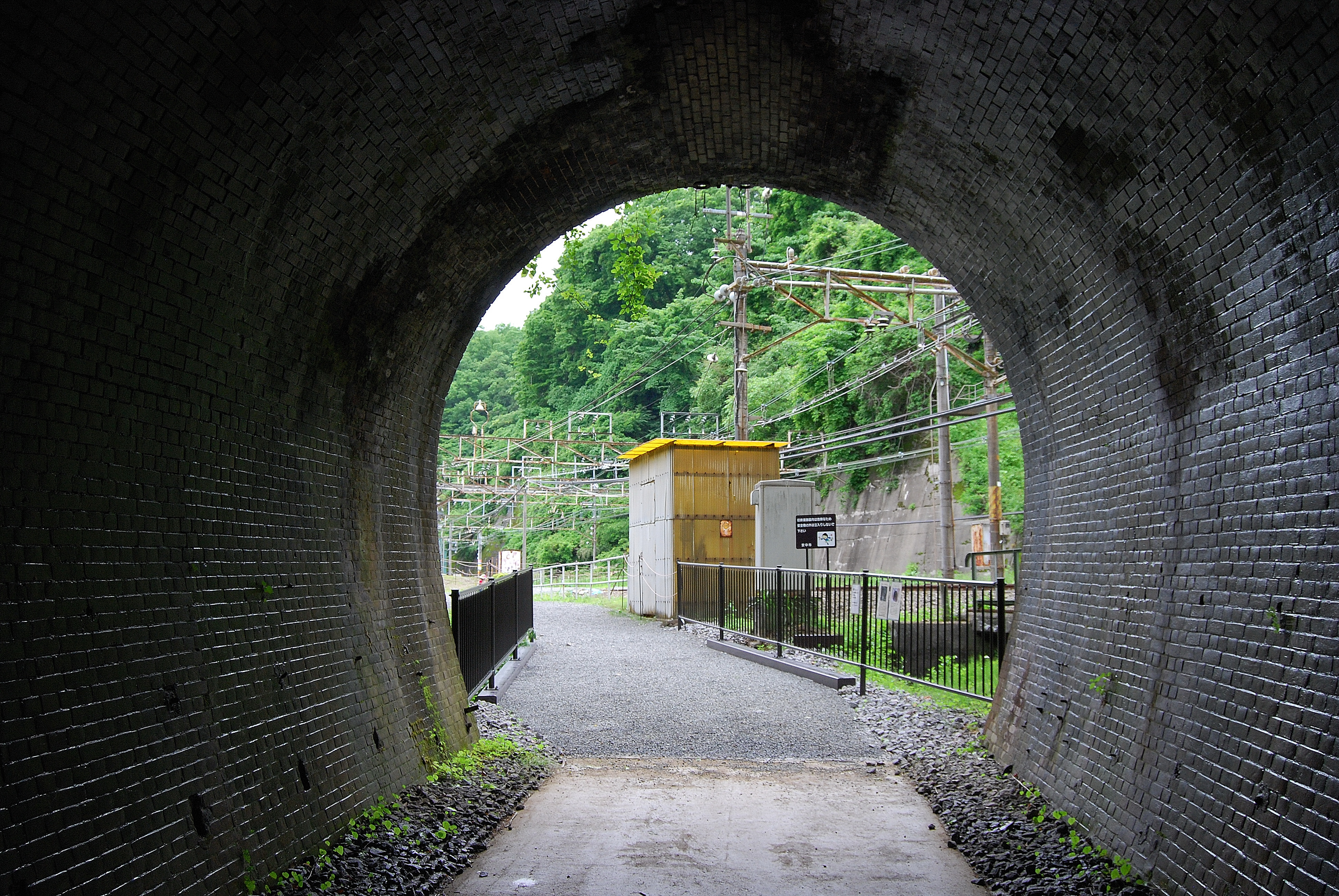
終点の旧熊ノ平駅を10号隧道出口付近から見る。
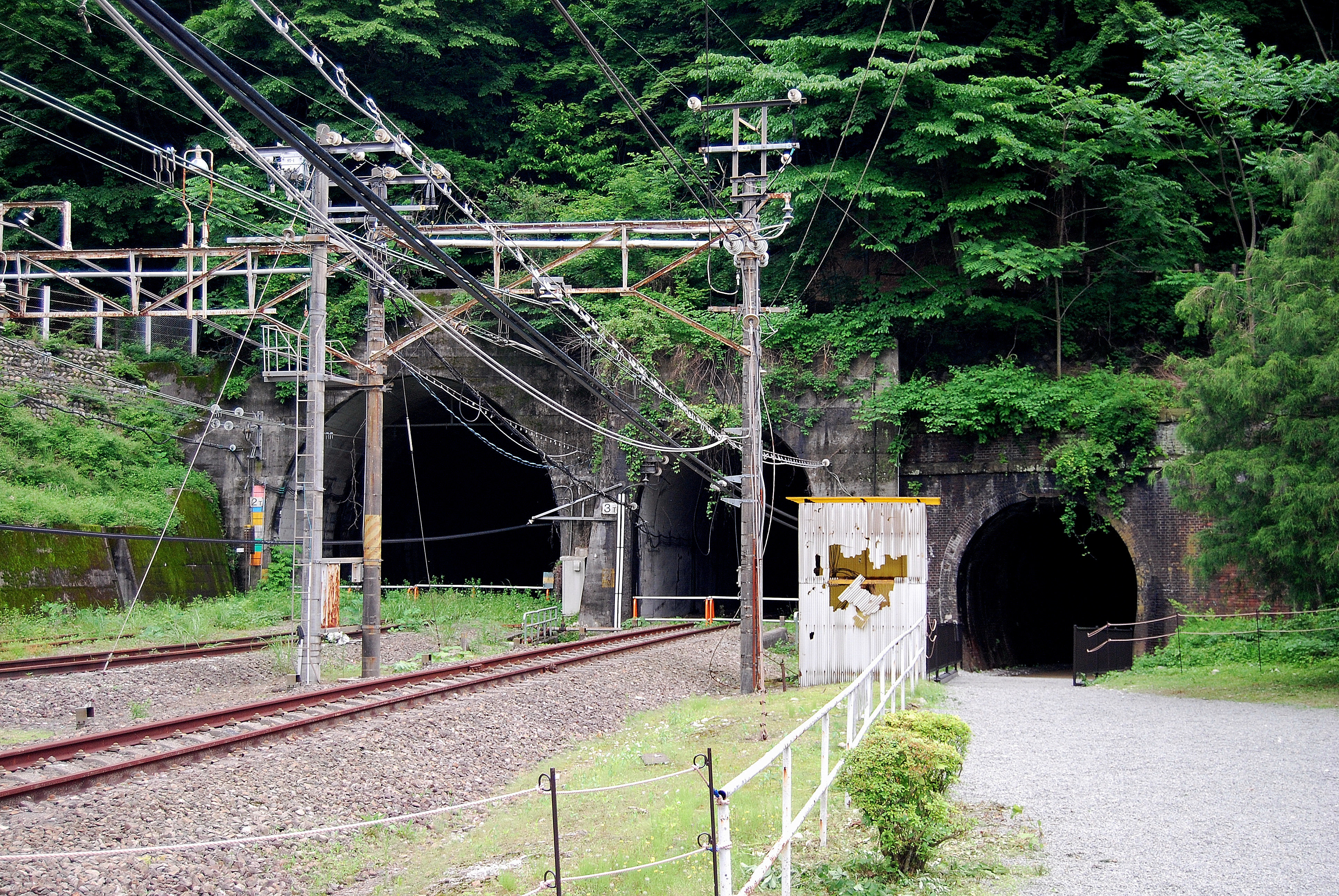
旧熊ノ平駅からの横川方面にある新線跡と旧線跡のトンネル。